# Манекен (фильм)
«Манекен» (англ. Mannequin) — американский художественный фильм 1987 года.
Несмотря на разгромную критику фильму сопутствовал внушительный коммерческий успех. Одним из залогов успеха и своеобразной визитной карточкой кинокартины стала песня группы Starship «Nothing’s Gonna Stop Us Now» — возглавившая национальные хит-парады Америки и Великобритании и принёсшая фильму сразу несколько номинаций в категории «Лучшая песня» различных кинопремий, включая «Золотой глобус» и «Оскар».

## Сюжет
В далёком прошлом в Древнем Египте молодая девушка Эма «Эмми» Хесир прячется в гробнице пирамиды от своей матери, которая хочет выдать дочь замуж по расчёту за богатого купца. Эмми молится богам спасти её и найти свою настоящую любовь в будущем. Боги отвечают на её молитвы, и Эмми внезапно исчезает на глазах у матери…
В 1987 году молодой художник Джонатан Свитчер из Филадельфии меняет места работы одно за другим, пока не спасает на улице пожилую женщину. Последняя оказывается владелицей большого магазина, и благодаря счастливому случаю Джонатан получает здесь работу. При этом, увидев на витрине магазина манекен девушки, который он сам создал когда-то на фабрике, парень влюбляется в него. По прошествии времени, однажды в дождливый вечер манекен оживает и оказывается той самой прекрасной принцессой из Древнего Египта.

## В ролях
| Актёр           | Роль                                       |
| --------------- | ------------------------------------------ |
| Эндрю Маккарти  | Джонатан Свичер                            |
| Ким Кэттролл    | Эма «Эмми» Хэйжер                          |
| Эстель Гетти    | миссис Клэр Тимкин                         |
| Джеймс Спейдер  | мистер Ричардс                             |
| Джордж Бэйли    | капитан Феликс Максвелл                    |
| Мешак Тейлор    | Голливуд Монтроуз                          |
| Кэрол Дэвис     | Рокси Шилд                                 |
| Стив Винович    | Би Джей Верт                               |
| Кристофер Мехер | Арман                                      |
| Филлис Ньюман   | мать Эмми                                  |
| Фил Рубенштейн  | директор фабрики по производству манекенов |
| Джеффри Ламперт | рабочий фабрики                            |

## Производство
Идея фильма пришла в голову режиссёру Майклу Готтлибу за пять лет до съёмок, когда он проходил по Пятой Авеню и ему показалось, что в окне магазина «Бергдорф-Гудман» манекен вдруг ожил.

## Призы
- 1988 — Международный фестиваль фантастического кино Fantasporto — лучший сценарий